# ناثان بيج
ناثان بيج (بالإنجليزية: Nathan Page)‏ هو دراج وممثل أسترالي، ولد في 25 أغسطس 1971 في أستراليا.

## وصلات خارجية
- ناثان بيج على موقع أرشيف الدراجات (الإنجليزية)
- ناثان بيج على موقع إحصائيات الدراجات الإحترافية (الإنجليزية)

- ناثان بيج على موقع IMDb (الإنجليزية)
- ناثان بيج على موقع ألو سيني (الفرنسية)
- ناثان بيج على موقع أول موفي (الإنجليزية)
- ناثان بيج على موقع قاعدة بيانات الفيلم (الإنجليزية)
- ناثان بيج على موقع كينوبويسك (الروسية)